# Dutch Valley
Dutch Valley is een Nederlands eendaags muziekfestival in Velsen Valley in het Noord-Hollandse recreatiegebied Spaarnwoude. Vanaf 2024 wordt dit festival georganiseerd onder de naam Zin in de Zomer Fest.

## Geschiedenis
Op 13 augustus 2011 vond de eerste editie plaats. Het festival wordt georganiseerd door Volendam Music, Lukassen Producties en de United Dance Company, laatstgenoemde is tevens verantwoordelijk voor Dance Valley welke een week eerder wordt gehouden op hetzelfde terrein in Velsen. In 2019 werd het echter op de zondag na Dance Valley gehouden. Hierdoor werden Dance Valley en Dutch Valley dit jaar voor het eerst in hetzelfde weekend georganiseerd.
Het festival kent uitsluitend artiesten van Nederlandse afkomst uit verschillende genres. Er waren 120 optredens, verdeeld over tien tenten en twee openluchtpodia. Op de eerste editie kwamen ongeveer 30.000 bezoekers af, een jaar later waren dat er 35.000 met in 2013 een uitverkochte editie van 40.000 bezoekers. De vijfde editie werd bezocht door 34.000 mensen.

## Stages
Op het festival zijn verschillende podia aanwezig zoals de Mainstage, de Hip-Hop Stage, de Go Après-ski-stage en de Mega Piraten Festijn-stage.

## Informatie per editie
| Jaar | Datum       | Artiesten line-up |
| ---- | ----------- | --- |
| 2023 | 13 augustus | o.a. Chef'Special, Yes-R, Suzan & Freek, Wolter Kroes, K-Liber, Frans Duijts, FeestDJRuud, Boef, FLEMMING, André Hazes jr., Snollebollekes, Jody Bernal, Cho, Peter Beense, Monique Smit, Kevin, Brace, Jeffrey Heesen, De Havenzangers, Def Rhymz, Adje |
| 2022 | 14 augustus | o.a. Anouk, Snelle, Jan Smit, Wolter Kroes, Frans Duijts, Snollebollekes, Mart Hoogkamer, Cho, Lange Frans, Josylvio, Monique Smit, Tino Martin, Rolf Sanchez, Jeffrey Heesen, Mike Peterson, Kazkid, Partyfriex |
| 2021 | 15 augustus | afgelast vanwege de coronacrisis |
| 2020 | 9 augustus  | afgelast vanwege de coronacrisis |
| 2019 | 11 augustus | o.a. Nielson, Gerard Joling, Lil' Kleine, Davina Michelle, Ali B, Wolter Kroes, Bizzey, Boef, Charly Lownoise & Mental Theo, Snollebollekes, Tino Martin, Jonna Fraser, Marcel Fisser Band, Jebroer, Samantha Steenwijk, Dwight Dissels, Yves Berendse, Brownie Dutch, Jeffrey Heesen |
| 2018 | 18 augustus | o.a. Alain Clark, André Hazes jr., Barry Hay, Broederliefde, JeBroer, Kenny B, Kensington, Lange Frans, Tommie Christiaan, Maan, Mr. Polska, Waylon, Snollebollekes, De Kraaien, Wolter Kroes, Jeroen Post, Jody Bernal, Klubbheads, Dries Roelvink, Peter Beense, Josylvio, Boef, Jeffrey Heesen |
| 2017 | 19 augustus | o.a. 3JS, Ali B, André Hazes jr., Diggy Dex, Gers Pardoel, Jan Smit, Kraantje Pappie, Lange Frans, Nielson, The Partysquad, Willeke Alberti, Wolter Kroes, JeBroer, Sevn Alias, Het Feestteam, Snollebollekes, Henk Dissel, Kraantje Pappie, Lawineboys, Peter Beense, Tino Martin, Robert Leroy, Yves Berendse, Klubbheads, Jeroen Post, Jody Bernal |
| 2016 | 20 augustus | o.a. De Jeugd van Tegenwoordig, Within Temptation, Nielson, Lange Frans, Gerard Joling, Waylon, Kensington, André Hazes jr., Glennis Grace, Xander de Buisonjé, Gers Pardoel, Ronnie Flex, Broederliefde, JeBroer, De Kraaien, Peter Beense, Roy Donders, Monique Smit, Stef Ekkel, Gebroeders Ko, Thomas Berge, FeestDJRuud, Kraantje Pappie, Snollebollekes, Het Feestteam, De Lawineboys, Ruth Jacott, Party Animals, DJ Sven, Ruben van der Meer, StukTV, Dave Roelvink |
| 2015 | 8 augustus  | o.a. Coen & Sander Show, Jan Smit, Nick & Simon, Nielson, DI-RECT, The Opposites, Jett Rebel, Dio, Kraantje Pappie, Mr. Polska, Broederliefde, Het Feestteam, Mental Theo, Snollebollekes, Frans Duijts, Peter Beense, Wolter Kroes, DJ Jean, Party Animals, 2 Brothers on the 4th Floor, Dennis van der Geest, Jody Bernal, Ruben van der Meer, Tim & Faab |
| 2014 | 9 augustus  | o.a. Daroon, Gerard Joling, Ilse DeLange, Jan Smit, Kensington, DI-RECT, Brainpower, The Flexican, Mr. Polska, Django Wagner, Mental Theo, The Partysquad, Danny de Munk, Glennis Grace, Wolter Kroes, Party Animals, T-Spoon, 2 Brothers on the 4th Floor, Fajah Lourens, Géza Weisz, Jody Bernal |
| 2013 | 10 augustus | FeestDJRuud, Mental Theo, The Partysquad, Vengaboys, Yellow Claw, 2 Unlimited, Lange Frans, T-Spoon, Gers Pardoel, Kraantje Pappie, The Opposites |
| 2012 | 11 augustus | The Partysquad, Vengaboys, Ali B, Chef'Special, Lange Frans, Party Animals, De Jeugd van Tegenwoordig, Gers Pardoel |
| 2011 | 13 augustus | The Partysquad, Dio, Lange Frans, De Jeugd van Tegenwoordig, Galaga, Cor, 2 Brothers on the 4th Floor, T-Spoon |